# Zartnerův hostinec
Zartnerův hostinec (občas nesprávně nazýván Panský dům) je hrázděné stavení v Kostelní Bříze, části města Březová v okrese Sokolov v Karlovarském kraji. Stojí na svažité návsi v blízkosti kostela svatého Petra a Pavla.
Objekt hostince je chráněn jako kulturní památka České republiky.

## Historie

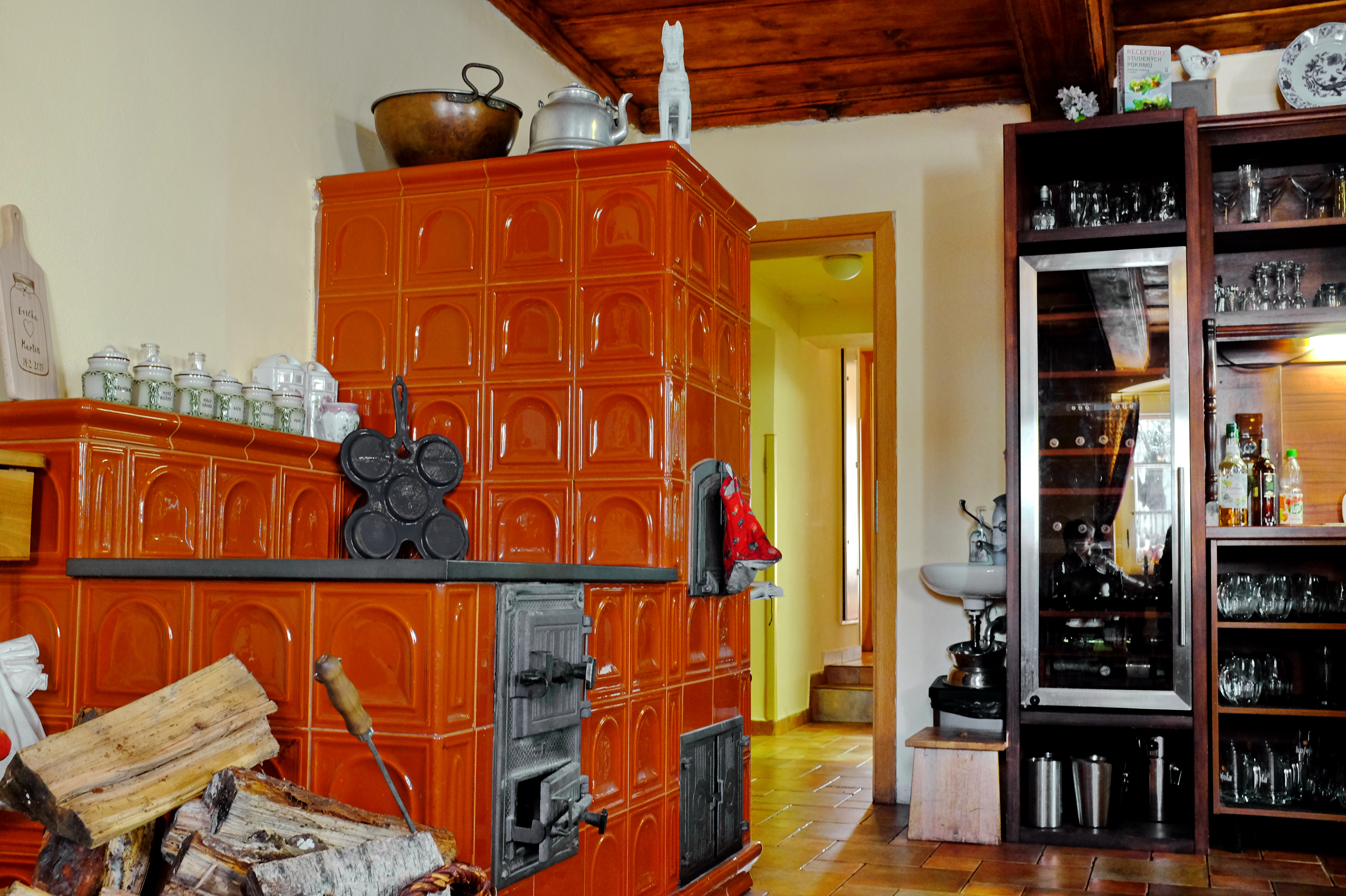
Interiér v roce 2018

Hostinec stojí na místě, kde již v 17. století bývala hospoda. Dokladem jsou dochované části sklepení i části přízemí domu. V průběhu staletí sloužil dům vždy jako pohostinství. Do současné podoby byl přestavěn v druhé polovině osmnáctého století, nejspíše roku 1767. Jako správce domu a hostinský je uváděn Lorenz Lippert, kterému roku 1773 hospodu daroval za věrné služby Julius Erdmann Antonín z Groppau, tehdejší majitel panství Kostelní Bříza. Dědici po Lorenzi Lippertovi hostinec neprovozovali sami, ale částečně pronajímali, což dokladují zápisy ve farních knihách. Nakonec z Lippertových dědiců získal hostinec Karl Josef Schimmer. V roce 1866 se stal jediným vlastníkem Ignaz Hopf.
Název Zartnerův hostinec dostalo pohostinství po roce 1919 od nových majitelů, rodiny Zartnerů, potomků místního lidového muzikanta Antona Zartnera.
Po konci druhé světové války, došlo k odsunu německého obyvatelstva a Kostelní Bříza byla zahrnuta do vojenského výcvikového prostoru Prameny. Hostinec byl konfiskován a používaly jej k ubytování Vojenské statky. Po zrušení vojenského újezdu byl hostinec vyňat ze zemědělského záboru a obnoven, pohostinství převzalo lidové spotřební družstvo Jednota. Stavba však byla v neupokojivém stavu. Neprováděla údržba stavby a ta postupně chátrala. Stav se začal zlepšovat po roce 2008. Nový soukromý majitel provedl v letech 2008 až 2010 rekonstrukci hostince a 4. 2. 2011 obnovil provoz stylové restaurace s názvem U Bílého koníka.

## Stavební podoba
Objekt je samostatně stojící patrová budova obdélného půdorysu. Má zděné přízemí a hrázděné patro, členěné hustým rastrem šikmých vzpěr. Tektonika (ztvárnění nosných a výplňových částí stavby) není zcela totožná s hrázděnými domy chebského typu, na průčelí pod okny jsou však použité typické chebské vzorce šikmé šachovnice. Stavba je krytá mansardovou střechou. V první polovině 20. století byl k budově hostince přistavěn taneční sál a objekt kuželníku. Stavba patří k nejhodnotnějším dochovaným hrázděným stavbám venkovské architektury na území Slavkovského lesa.

## Filmová minulost
Sokolovsko nepatří mezi zajímavé lokality, která si filmové štáby vybírají pro natáčení filmů. Mezi výjimky patří Zartnerův hostinec, který si „zahrál“ ve třech českých filmech. První film natáčený zčásti v Zartnerovo hostinci byl v roce 1974 z vojenského prostředí režiséra Vladimíra Čecha. Ve filmu s názvem Příliš zelené jaro si zahrál například Martin Růžek. Ve stejném roce zde stejný režisér natáčel detektivní film Sedmého dne večer podle románu Rudolfa Kalčíka. V hlavních rolí se představili např. Karel Höger, Eduard Cupák, Luděk Munzar a Jan Přeučil. V průběhu natáčení filmu bylo Karlovy Högerovi u příležitosti jeho 65. narozenin uděleno čestné občanství obce Kostelní Bříza. Potřetí se v roce 2007 využil hostinec k natočení filmu s názvem Boží duha režiséra Jiřího Svobody. V hlavních rolích se objevili Milan Kňažko a Markéta Hrubešová. Zajímavostí je, že za odvysílání filmu od 20 hodin dostala Česká televize pokutu ve výši 50 tisíc Kč, pro brutální scény ve filmu, natáčené v Zartnerovo hostinci, resp. restauraci U Bíléko koníka.